# 嶮暮歸島
嶮暮歸島（日语：／ Kenbokki tō */?）是日本北海道厚岸郡濱中町琵琶瀨岸邊700公尺的無人島。東西長2公里，南北寬0.7公里，面積4平方公里，周長5公里，島上最高點海拔59公尺，全島皆為濱中町的町有地。島上有許多海鳥棲息，每年4月至10月可搭乘渡船到島上參加導覽團。
島名源自阿伊努語的「kene-pok」，意思是赤楊下。

## 外部連結
- （日語）嶮暮歸島遊記 （页面存档备份，存于）